# Parveen Rana
Parveen Rana (Delhi, 12 novembre 1995) è un lottatore indiano, specializzato nella lotta libera.

## Palmarès
- Campionati asiatici

Gumi 2012: bronzo nei 66 kg.
Xi'an 2019: argento nei 79 kg.